# Albert Pujol i Gurena
Albert Pujol i Gurena (Barcelona, 27 d'octubre de 1783 - 2 d'abril de 1847). Eclesiàstic i catedràtic.

## Biografia
Fill de Francesc Pujol i Escolàstica Gurena naturals de Barcelona. Albert Pujol Gurena estudià al Seminari Tridentí i al Convent dels Agustins Calçats on professà (1800) i en fou prior. Augustinià secularitzat (1822), d'idees liberals, bon predicador, d'àmplies curiositats intel·lectuals i molt actiu, participà en la majoria d'activitats i entitats culturals de l'època. Cal esmentar que fou canonge de la Col·legiata de Santa Anna.
El 1816 ingressà a l'Acadèmia de Bones Lletres de Barcelona i el 1820 en fou celador, per a la qual escriví treballs sobre les guerres dels Segadors i de Successió. També fou fundador, soci numerari i president de l'Acadèmia de Ciències Naturals i Arts, de la Societat Econòmica d'Amics del País de Barcelona i soci numerari de la Societat Econòmica d'Amics del País de Lleida. L'any 1818 és nomenat rector del Col·legi de Sant Guillem de Barcelona, càrrec que exerceix fins que el 1829 és nomenat prior del convent de sant Agustí.
El 1823 se li convaliden els cursos fets al Col·legi de Sant Guillem i a l'Escola de Llotja i és investit dels graus menors i majors a la Universitat.
Catedràtic interí, entre 1821 i 1823, i a partir de 1837 ho és d'Institucions Canòniques. S'encarregà també de la càtedra d'Oratòria Forense, l'any 1923, i de la d'Història Eclesiàstica. Fou vicerector durant el Trienni Constitucional. D'idees liberals, l'any 1840 fou destituït en la seva càtedra i reposat l'any 1844. L'any 1845 fou nomenat vicerector.
Durant el Trienni Liberal dirigí la Casa de Caritat desplegant gran activitat i fou editor del Diario Oficial; membre de l'Acadèmia de Bones Lletres (1816) i soci fundador de la Societat d'Amics del País, que presidí (1837, 1840 i 1843). A l'Acadèmia de Bones Lletres fundà una càtedra gratuïta de Llengua espanyola, Literatura i Història que ell mateix dirigí.
Predicà i escriví en defensa del règim constitucional i especialment de la seva política religiosa. El 1823 fou tancat pels absolutistes al convent del seu orde de Mataró; aviat obtingué, però, una canongia a la col·legiata de Santa Anna i acabà predicant l'elogi fúnebre de Ferran VII.
Reconegut amb extraordinària autoritat moral, presidí nombroses comissions (beneficència pública, caixes d'estalvi, instrucció pública, etc.). Intervingué molt activament en la restauració de la Universitat de Barcelona, tant en l'intent del Trienni com en l'erecció definitiva. Hi ensenyà Dret Canònic i en fou el primer rector (1838-1841). Pronuncià el discurs d'obertura del curs 1938. Juntament amb el rector Vila, s'encarregà d'incorporar a la Universitat els fons procedents dels convents desamortitzats.
Val a dir que fou redactor de la Gazeta de Cataluña.
És l'autor del discurs inaugural de la Universitat de Barcelona els anys 1836 i el 1846 que són publicats.
Morí a Barcelona el dia 2 d'abril de 1847.

## Publicacions
- Pujol Gurena, Albert. La Prudencia y el premio de los heroes: garantidos en las empresas y triunfos de los ocho generosos ciudadanos que dieron su vida en los días 3 y 27 de junio de 1809 por sentencia del gobierno intruso.... Barcelona: Imprenta de Juan Ignacio Jordi, 1816. Disponible a: Catàleg de les biblioteques de la UB
- Pujol Gurena, Albert. Fr. Albertus Pujol ... Hispaniam ecclesiam publice defendebat in congressu provinciali Augustin. ordinis Valentiae habito die 13 mens. April an. 1818. Barcelona: Typ. Francisci Garriga et Aguasvivas, 1818. Disponible a: Catàleg de les biblioteques de la UB
- Pujol Gurena, Albert. Solemne apertura de la Universidad Literaria de Barcelona. Barcelona: Imp. T. Gorchs, 1846. Disponible a: Dipòsit Digital de la UB
- Pujol Gurena, Albert. «Com ha de ser la nova universitat (1836)» a 21 discursos inaugurals, Vol. 1. Barcelona: Publicacions de la Universitat de Barcelona, 2001. Disponible a: Catàleg de les biblioteques de la UB
- Pujol Gurena, Albert; Martí de Eixalà, Ramón. Instalación de la Universidad Literaria de Barcelona, el día 18 de octubre de 1837. Barcelona: Imprenta de Antonio Bergnes, 1837. Disponible a: Catàleg de les biblioteques de la UB